# Zinnie

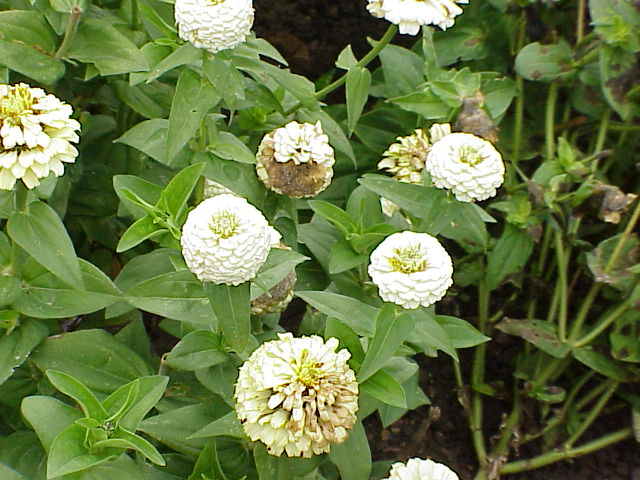
Gefüllte, weiße Sorte. Gut zu erkennen die dreieckigen, sitzenden, gegenständigen Blätter. Auch zu erkennen sind die zwei nach vorne geführten Seitennerven.

Die Zinnie (Zinnia elegans Jacq., Syn.: Zinnia violacea Cav.) ist eine Pflanzenart aus der Gattung der Zinnien (Zinnia) in der Familie der Korbblütler (Asteraceae), die ursprünglich aus Mexiko stammt. Ihre Sorten sind in den gemäßigten Klimazonen Zierpflanzen in Parks und Gärten.

## Beschreibung
Es handelt sich um eine aufrechte, unverzweigte bis verzweigte, einjährige krautige Pflanze, die Wuchshöhen bis zu einem Meter erreicht, einige Sorten in passenden Klimata auch mehr. Gegen die Basis ist der Stängel aufrecht behaart, gegen die Spitze anliegend behaart.
Die sitzenden, mehr oder weniger länglich dreieckigen Laubblätter sind – für Korbblütler eher ungewöhnlich – gegenständig. Sie sind 6 bis 10 cm lang und 2 bis 6 cm breit. Am Grunde sind sie gestutzt bis herzförmig ausgerandet. Sie sind ganzrandig. Außer der Mittelrippe laufen noch zwei weitere, deutlich sichtbare Rippen in einem Bogen nach vorne. Durch die kurzen Haare fühlen sich die Blätter rau an.
Die endständigen körbchenförmigen Blütenstände stehen normalerweise einzeln, aufrecht auf bis zu 15 cm langen, manchmal geriffelten und oben etwas verdickten Stielen. Der Blütenkorb besitzt eine Hülle mit einem Durchmesser von zehn bis fünfzehn Millimetern und einer Höhe von 5 bis 25 mm, aus 20 bis 25 Hüllblättern, die in drei bis vier Reihen stehen. Die Hüllblätter sind ungefähr halbkreisförmig, und bis auf einen schwärzlichen Rand oder eine schwärzliche Spitze grün. Ein Blütenkorb enthält 100 bis über 150 Röhrenblüten (= Scheibenblüten) und acht bis 21 (bei Züchtungen auch bis dreimal so viele) Zungenblüten.

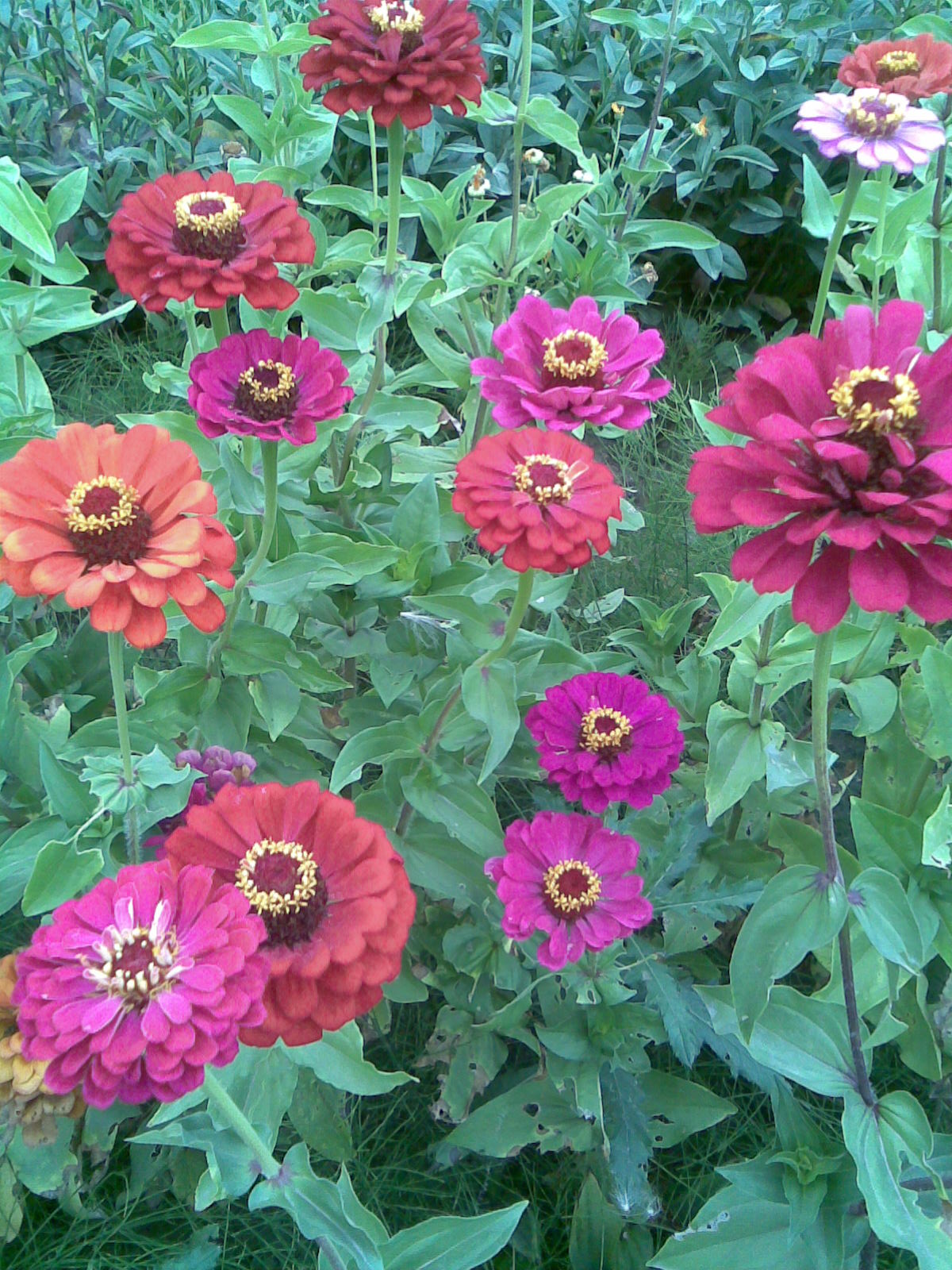
Zinnie (Zinnia elegans)

Die weiblichen Zungenblüten sind 1 bis 3,5 cm lang, bei kultivierten Sorten auch deutlich länger. Sie sind schmal-oval und an der Spitze häufig mit zwei oder drei kleinen Zähnchen versehen. Ihre Farben sind Orange-Rot und Purpur, bei Züchtungen gibt es fast alle Farben von Weiß, Grün, Gelb über Orange und Rot bis hin zu Violett.
Die meist gelben Röhrenblüten besitzen fünf deutlich sichtbare, schmal dreieckige, und zurückgekrümmte Kronzipfel; manchmal sind die äußeren Röhrenblüten auch schwärzlich. Sie sind insgesamt 7 bis 9 mm lang und die Kronzipfel sind 1 bis 2,5 mm lang. Unter den Sorten gibt es auch viele „gefüllte“, bei denen es keine Röhrenblüten gibt.

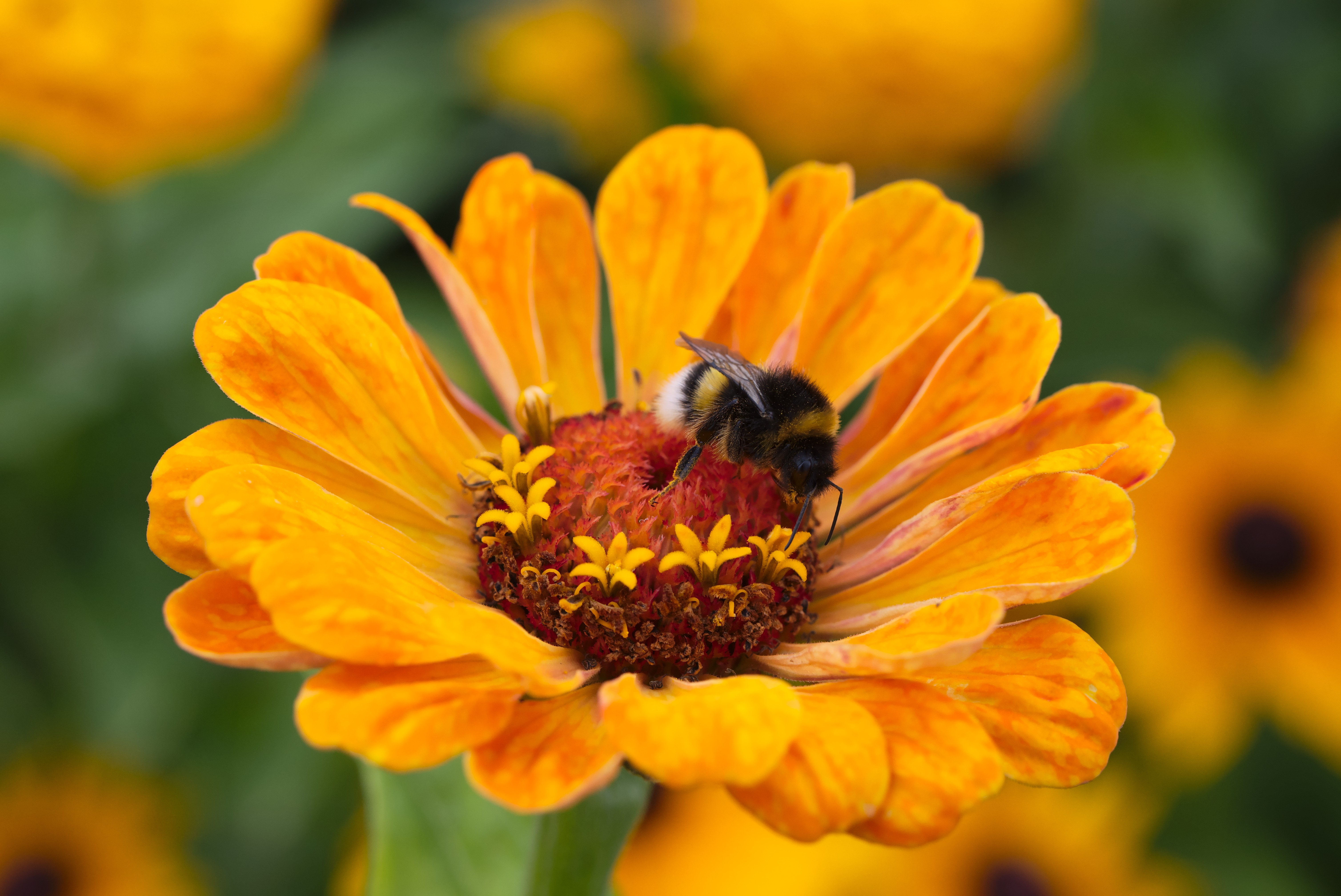
Die Röhrenblüten besitzen fünf zurückgekrümmte Kronzipfel

Die Blütezeit in Mexiko geht von August bis November. In Mitteleuropa blühen die Sorten von Juli bis Oktober.
Die Achänen sind 6 bis 10 mm lang. Bei den Zungenblüten sind sie dreikantig und bei den Röhrenblüten sind sie zusammengedrückt. Bei der reinen Art fehlt ein Pappus; bei Züchtungen, bei denen oft andere Arten eingekreuzt sind, kann ein behaarter Pappus vorhanden sein.
Während der Fruchtreife bleiben die Zungenblüten an den Achänen als Flugorgane erhalten.
Die Chromosomenzahl beträgt 2n = 24.

## Inhaltsstoffe
In Zinnien sind Sesquiterpenlactone enthalten, die zu allergischen Reaktionen führen können (Kontaktallergene). Außerdem enthalten sie Nikotin.

## Vorkommen
Zinnia elegans stammt ursprünglich nur aus dem zentralen Mexiko, ist aber in Nicaragua und Panama eingebürgert. Die Art ist auch sonst in Nordamerika, in Süd- und Mittelamerika, in der Karibik und in Südeuropa ein Neophyt.
Diese Art wächst an Wegrändern, auf Brachfeldern und auf Weiden.

## Kulturgeschichte
Die Pflanze ist nach dem Botaniker Johann Gottfried Zinn benannt. Dieser hatte die Zinnien 1757 erstmals beschrieben als Rudbeckia foliis oppositis hirsutis ovato-acutis, calyce imbricatus, radii petalis pistillatis. Carl von Linné erkannte, dass es sich um keine Rudbeckie handelte und benannte die Art zu Ehren des 1759 verstorbenen Zinn Zinnia pauciflora.
Die Zinnie wurde 1790 von Mexiko nach Europa gebracht. Die Erstbeschreibung nahm Jacquin 1793 in Wien vor anhand einer rotblühenden Form. Der Name wurde 2012 gegenüber dem Namen Zinnia violacea Cav. konserviert.
1796 erhielt der Botanische Garten Madrid eine violettblühende Form. 1800 gelangte sie nach England. Nach Deutschland kam sie 1808 (Berlin). Die leicht über Samen zu vermehrende Art wurde rasch eine beliebte Gartenpflanze, da sie von einer Mutterpflanze ausgehend, verschiedenfarbige Blüten ausbilden kann. 1836 gab es bereits zehn Sorten.
1856 entstand in Frankreich eine gefüllte Variante. Zusätzliche Sorten entstanden wahrscheinlich durch Einkreuzung anderer Zinnien-Arten.
Heute gibt es eine Fülle von hohen wie niedrigen Sorten von 90 bis 30 Zentimetern Höhe in verschiedenen Farben und Füllungen. Oft sind die Ziersorten Hybriden aus Zinnia angustifolia und Zinnia elegans.

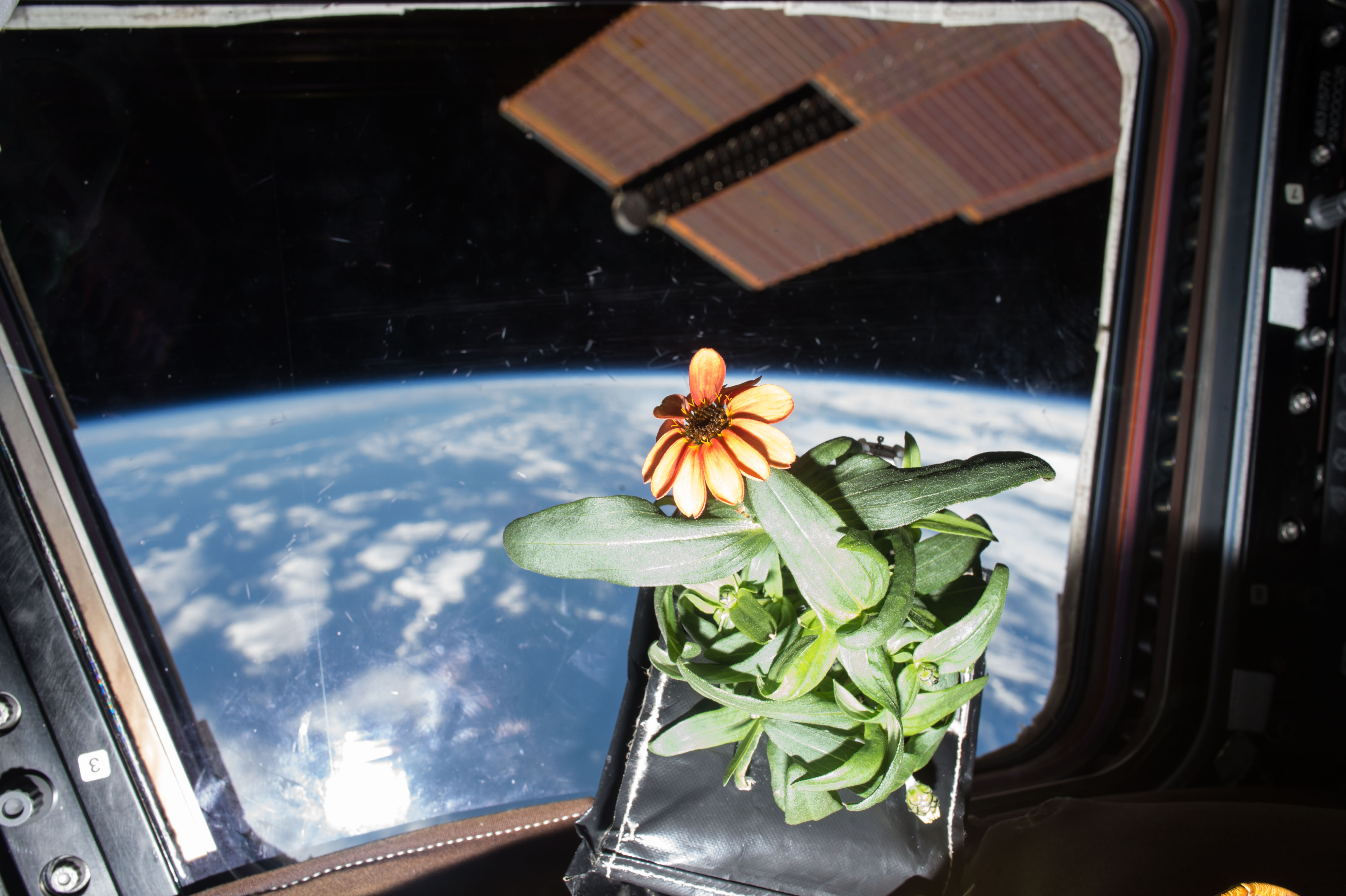
Zinnie im Cupola-Modul der Internationalen Raumstation

Anfang 2016 gelang die Aufzucht einer orange-gelben Zinnie auf der Internationalen Raumstation ISS. Die Zinnie wird vorwiegend dekorativ genutzt, ist aber durchaus auch essbar.
Seit dem 2. April 2020 ist die Zinnie auch auf einer Briefmarke der deutschen Post zu sehen. Es handelt sich um eine Marke zu 50 Eurocent aus der Dauerserie Blumen.